# Notker Hammerstein
Notker Hammerstein (* 3. Oktober 1930 in Offenbach am Main; † 13. März 2024 in Bad Homburg) war ein deutscher Historiker. Er lehrte als Professor für Mittlere und Neuere Geschichte an der Johann Wolfgang Goethe-Universität Frankfurt am Main. Zur Universitäts- und Wissenschaftsgeschichte sowie der Geschichte des Heiligen Römischen Reiches deutscher Nation veröffentlichte er zahlreiche Studien.

## Leben und Wirken
Notker Hammerstein war der Sohn des Volksschullehrers August Hammerstein (1890–1976). Hammerstein war bis 1944 Schüler des humanistischen Kaiser-Friedrich-Gymnasium in Frankfurt am Main und erhielt dann Privatunterricht. Nach Kriegsende besuchte er wieder seine alte, inzwischen nach Heinrich von Gagern benannte, Schule. Dort legte er 1949 das Abitur ab. Anschließend studierte er zunächst Nationalökonomie und Philosophie, später Geschichte, Philosophie und Anglistik an der Johann Wolfgang Goethe-Universität Frankfurt am Main und der Ludwig-Maximilians-Universität München. 1956 wurde er in Frankfurt bei Otto Vossler mit einer Arbeit über Deutschland und die Vereinigten Staaten von Amerika im Spiegel der führenden politischen Presse Deutschlands 1898–1906 promoviert, war danach wissenschaftliche Hilfskraft und ab 1960 Assistent am Historischen Seminar. Im Jahr 1968 habilitierte er sich und erlangte die Venia legendi für Mittlere und Neuere Geschichte.
Im Jahr 1971 wurde Hammerstein im Zuge des neuen Hessischen Hochschulgesetzes zum Professor ernannt und 1972 auf eine Professur für Neuere Geschichte berufen. Trotz mehrerer Berufungen blieb er bis zu seiner Entpflichtung 1999 in Frankfurt am Main. Sein Bruder Reinhold war Professor für Musikwissenschaft an der Ruprecht-Karls-Universität Heidelberg, sein Bruder Gerhard Honorarprofessor für Strafrecht an der Albert-Ludwigs-Universität Freiburg im Breisgau. Hammerstein leitete die Neuordnung des Frankfurter Universitätsarchivs in die Wege.
Seine Forschungsinteressen lagen vor allem auf dem Gebiet der Universitäts- und Wissenschaftsgeschichte sowie der Geschichte des Heiligen Römischen Reiches deutscher Nation. Verdienste erwarb er sich in der Fachwelt, indem er die Bildungs- und Universitätsgeschichte als ein eigenständiges Fachgebiet innerhalb der deutschen Frühneuzeitforschung verankert hat. Maßstäbe setzten seine Studien zur Geistes-, Verfassungs- und Wissenschaftsgeschichte der vormodernen Universitäten. Thematisch arbeitete er unter anderem zur Wahrnehmung des Heiligen Römischen Reiches im 16. Jahrhundert, der humanistischen Geschichtsschreibung oder der Bedeutung der Musik an deutschen und italienischen Fürstenhöfen. Er legte biographische Untersuchungen zu Gottfried Wilhelm Leibniz, Christian Thomasius, Christian Wolff und Justus Möser vor. Hammerstein befasste sich kritisch mit der traditionellen Geringschätzung der vormodernen Hohen Schulen und hob die zentrale Bedeutung dieser Bildungseinrichtungen für Recht, Kultur und Religion im Alten Reich hervor. Er relativierte die Auffassung, der oft beklagte Niedergang der Universitäten habe bereits im 17. Jahrhundert begonnen. In eine Krise seien die Universitäten erst in der späten Aufklärung geraten. Wegweisend wurde sein 1987 formuliertes Postulat, die Universitäten seien „eigentlicher Ort geistiger Selbstvergewisserung im Reich“ gewesen.
Im Jahr 1999 publizierte Hammerstein ein Buch zur Geschichte der Deutschen Forschungsgemeinschaft in der Weimarer Republik und im Dritten Reich. Ernst Klee nannte dieses Buch einen „Versuch der Reinwäsche“, da Hammerstein die Arbeit des NS-Psychiaters Robert Ritter als „allgemeinmedizinische Forschung“ bezeichnete, obwohl dieser Sinti und Roma in seinen „gutachtlichen Äußerungen“ in rassistischer Weise in „Voll-Zigeuner“, „Zigeuner-Mischlinge“ und „Nicht-Zigeuner“ eingeteilt hatte. Im Jahr 2003 erschien von ihm eine Darstellung über Bildung und Wissenschaft vom 15. bis zum 17. Jahrhundert in der Enzyklopädie deutscher Geschichte.
Hammerstein begann ohne geordnete Archivalien oder überhaupt ein Archiv die Arbeit an der Geschichte der Goethe-Universität. Er legte 1989 den ersten Band im Umfang von 900 Seiten zur Geschichte der 1914 gegründeten und damit noch relativ jungen Universität Frankfurt am Main vor. Der zweite Band mit erneut 900 Seiten erschien 2012 und befasste sich mit dem beschwerlichen Wiederaufbau nach dem Kriegsende bis zu den Jahren der Studentenrevolte. Anlässlich des hundertjährigen Jubiläums im Jahr 2014 wurde der abschließende dritte Band, in dem die Entwicklung von 1972 bis zur Gegenwart (Stand 2013) dargestellt wird, veröffentlicht. Die Universitätsgeschichte wurde sein Lebenswerk. Als Einzelleistung hatte er in drei Bänden die Geschichte aller Institutionen und Personen der Hochschule aufgearbeitet. Neben der Geschichte der Institution konzentrierte Hammerstein sich hauptsächlich auf die Professoren: „Sie bestimmen weitgehend den Geist, das wissenschaftliche Niveau und den Charakter der Universität.“ Hammerstein präsentiert bis 1945 alle Ordinarien, danach bis 1972 Ordinarien und Extraordinarien und liefert jeweils einen knappen biographischen Abriss. Anhand der Berufungsakten charakterisiert er die jeweilige wissenschaftliche Richtung und Bedeutung.
Im Jahr 2014 veröffentlichte er eine „Geschichte aus der eigenen Familie“. Im Mittelpunkt steht sein zweitältester Bruder Otmar Hammerstein und dessen Rolle im Umfeld der „Weißen Rose“ und später in der holländischen Widerstandsbewegung.

## Mitgliedschaften
- 1986: Wahl in den Wissenschaftlichen Beirat der Herzog August Bibliothek Wolfenbüttel, 1991–1996 Beiratsvorsitzender
- 1994: Wahl in den Wissenschaftlichen Beirat des Interdisziplinären Zentrums für die Erforschung der Europäischen Aufklärung an der Universität Halle
- stellvertretender Vorsitzender der Deutschen Gesellschaft für die Erforschung des 18. Jahrhunderts (vier Jahre lang)
- 1988–2006: deutscher Vertreter und stellvertretender Vorsitzender der International Commission of the History of Universities im Internationalen Historikerverband

## Schriften (Auswahl)
Monografien
- Jus und Historie. Ein Beitrag zur Geschichte des historischen Denkens an deutschen Universitäten im späten 17. und im 18. Jahrhundert. Vandenhoeck & Ruprecht, Göttingen 1972, ISBN 3-525-36151-3 (zugleich Habilitationsschrift, Frankfurt am Main 1968).
- Aufklärung und katholisches Reich. Untersuchungen zur Universitätsreform und Politik katholischer Territorien des Heiligen Römischen Reiches deutscher Nation im 18. Jahrhundert (= Historische Forschungen. Band 12). Duncker & Humblot, Berlin 1977, ISBN 3-428-03948-3.
- Humanismus und Universitäten. In: August Buck (Hrsg.): Die Rezeption der Antike. Zum Problem der Kontinuität zwischen Mittelalter und Renaissance. Vorträge, gehalten anläßlich des ersten Kongresses des Wolfenbütteler Arbeitskreises für Renaissanceforschung in der Herzog-August-Bibliothek Wolfenbüttel vom 2.–5. September 1978 (= Wolfenbütteler Abhandlungen zur Renaissanceforschung. Band 1). Hauswedell, Hamburg 1981, ISBN 3-7762-0205-X, S. 23–39.
- Die Deutsche Forschungsgemeinschaft in der Weimarer Republik und im Dritten Reich. Wissenschaftspolitik in Republik und Diktatur 1920–1945. Beck, München 1999, ISBN 3-406-44826-7.
- Die Johann Wolfgang Goethe-Universität Frankfurt am Main.
  - Band 1: Von der Stiftungsuniversität zur staatlichen Hochschule 1914–1950. Alfred Metzner Verlag, Neuwied / Frankfurt am Main 1989, ISBN 3-472-00107-0.
  - Band 2: Nachkriegszeit und Bundesrepublik 1945–1972. Wallstein Verlag, Göttingen 2012, ISBN 978-3-8353-0550-2.
  - Band 3: Ihre Geschichte in den Präsidentenberichten 1972–2013. Wallstein Verlag, Göttingen 2014, ISBN 978-3-8353-1592-1.
- Antisemitismus und deutsche Universitäten 1871–1933. Campus, Frankfurt am Main u. a. 1995, ISBN 3-593-35283-4.
- Aus dem Freundeskreis der „Weißen Rose“. Otmar Hammerstein – eine biographische Erkundung. Wallstein Verlag, Göttingen 2014, ISBN 978-3-8353-1384-2.

Herausgeberschaften
- Handbuch der deutschen Bildungsgeschichte.
  - mit August Buck: Band 1: Von der Renaissance und der Reformation bis zum Ende der Glaubenskämpfe. Beck, München 1996, ISBN 3-406-32463-0.
  - mit Ulrich Herrmann: Band 2: 18. Jahrhundert. Vom späten 17. Jahrhundert bis zur Neuordnung Deutschlands um 1800. Beck, München 2005, ISBN 3-406-32464-9.

Aufsatzsammlungen
- Geschichte als Arsenal. Ausgewählte Aufsätze zu Reich, Hof und Universitäten der Frühen Neuzeit (= Schriftenreihe des Frankfurter Universitätsarchivs. Band 3). Herausgegeben von Michael Maaser und Gerrit Walther. Wallstein Verlag, Göttingen 2010, ISBN 978-3-8353-0798-8.
- Res publica litteraria. Ausgewählte Aufsätze zur frühneuzeitlichen Bildungs-, Wissenschafts- und Universitätsgeschichte (= Historische Forschungen. Band 69). Herausgegeben von Ulrich Muhlack und Gerrit Walther. Duncker & Humblot, Berlin 2000, ISBN 3-428-09899-4.